# Elezioni regionali in Umbria del 2019
Le elezioni regionali in Umbria del 2019 si sono tenute il 27 ottobre, in anticipo rispetto alla scadenza naturale della legislatura a seguito delle dimissioni della Presidente della Regione Catiuscia Marini (PD), formalizzate il 20 maggio 2019 ed allo scioglimento del consiglio regionale, avvenuto il successivo 28 maggio.

## Antefatti
Il 16 aprile 2019, a seguito di una inchiesta della procura di Perugia su presunti illeciti nelle assunzioni nel sistema sanitario umbro, Catiuscia Marini ha annunciato di dimettersi da presidente della regione. 
Il 18 maggio, tramite mozione, la maggioranza ha respinto in consiglio regionale le dimissioni della Marini (la stessa presidente ha votato a favore della sua permanenza in carica, scelta che ha suscitato polemiche anche a livello nazionale). A distanza di due giorni dalla votazione, Marini ha confermato le sue dimissioni, che sono diventate esecutive il 28 maggio.
A seguito delle dimissioni di Catiuscia Marini, il vicepresidente della regione Fabio Paparelli (PD) è quindi subentrato nella carica come presidente facente funzione ai sensi dell'articolo 64 dello Statuto regionale; l'8 agosto 2019 ha quindi firmato un decreto con cui ha fissato come data delle elezioni domenica 27 ottobre 2019. 

## Sistema di voto
Le elezioni si sono tenute con il sistema introdotto dalla Legge regionale 4 gennaio 2010, n. 2, concernente «Norme per l’elezione del Consiglio regionale e del Presidente della Giunta regionale».
- Il presidente della giunta regionale, ai sensi dell'articolo 63 dello Statuto regionale, è eletto a suffragio universale e diretto, contestualmente con il rinnovo del consiglio regionale e a turno unico.
- È proclamato eletto presidente della giunta regionale il candidato alla presidenza che ha conseguito il maggior numero di voti validi in ambito regionale.
- L'assemblea legislativa, ai sensi dell'articolo 42 dello statuto regionale, è composta da venti membri, oltre al presidente della giunta regionale. L'assemblea legislativa è eletta contestualmente al presidente della giunta regionale, a suffragio universale e diretto, sulla base di liste regionali concorrenti e di coalizioni regionali concorrenti, ognuna collegata con un candidato alla carica di presidente della giunta regionale.

## Candidati e liste
Alla competizione hanno preso parte 8 candidati presidenti e 19 liste. 
 Centro-destra 
La coalizione di centro-destra è stata composta da cinque liste: Lega per Salvini Premier, Fratelli d'Italia, Forza Italia, Tesei Presidente (che include anche candidati di Identità e Azione e di Cambiamo!) e Umbria Civica (espressione del Nuovo PSI).
La candidata presidente è stata Donatella Tesei, senatrice ed ex sindaca di Montefalco, la cui discesa in campo è stata direttamente ufficializzata da Matteo Salvini.
 Centro-sinistra e Movimento 5 stelle 
Dopo una serie di trattative, il Partito Democratico ed il Movimento 5 Stelle hanno deciso di sostenere un candidato civico, Vincenzo Bianconi, già presidente di Federalberghi. La coalizione include altre tre liste: Bianconi per l'Umbria (che include candidati del PSI e di Democrazia Solidale), Sinistra Civica e Verde (formata da Articolo Uno e da Sinistra Italiana) ed Europa Verde.
 Altri candidati 
Alla competizione hanno preso parte anche:
- Il consigliere regionale uscente ed ex candidato presidente del centrodestra alle elezioni del 2015 Claudio Ricci, sostenuto da tre liste civiche[15].
- Emiliano Camuzzi sostenuto da Potere al Popolo! e Partito Comunista Italiano[16].
- Martina Carletti sostenuta da Riconquistare l'Italia[17].
- Giuseppe Cirillo sostenuto da Partito delle Buone Maniere[18].
- Antonio Pappalardo sostenuto dal Movimento Gilet Arancioni[19][20].
- Rossano Rubicondi sostenuto dal Partito Comunista[21].

## Sondaggi
| 1-7 ottobre     | SWG             | 38,5 | 4,5 | 6,5 | 2,5 | 52,0 | 22,5 | 14,0 | 5,5 | 42,0 | 7,0 | 19,0 | –    |
| 25-27 settembre | YouTrend/Quorum | 34,4 | 3,8 | 6,7 | 2,9 | 47,8 | 30,2 | 10   | 2,9 | 43,1 | 9,1 | 14,8 | 18,2 |
| 16 settembre    | Piepoli         | 34,0 | 6,0 | 6,0 | 1,5 | 47,5 | 26,0 | 19,0 | –   | 45,0 | 7,5 |      |      |

| Data rilevazione | Istituto        | Donatella Tesei | Vincenzo Bianconi | Claudio Ricci | Rossano Rubicondi | Emiliano Camuzzi | Indecisi | Astenuti |
| ---------------- | --------------- | --------------- | ----------------- | ------------- | ----------------- | ---------------- | -------- | -------- |
| 10 ottobre       | Noto            | 49,0            | 41,0              | 6,5           | –                 | –                | 29,0     |          |
| 4-8 ottobre      | Ixè             | 29,4            | 29,7              | 4,3           | –                 | –                | 34,0     |          |
| 1-7 ottobre      | SWG             | 52,0            | 43,0              | 4,0           | 1,0               | 1,0              | –        | –        |
| 25-27 settembre  | YouTrend/Quorum | 47,2            | 43,1              | 6,2           | 1,9               | 1,7              | 14,8     | 18,2     |

## Risultati elettorali
|                         | Donatella Tesei ✔️ Presidente | 255 158              | 57,55 | Lega per Salvini Premier    | 154 413 | 36,95 | 8  |  |  |
| Fratelli d'Italia       | Donatella Tesei ✔️ Presidente | 255 158              | 57,55 | 43 443                      | 10,40   | 2     |    |  |  |
| Forza Italia            | Donatella Tesei ✔️ Presidente | 255 158              | 57,55 | 22 991                      | 5,50    | 1     |    |  |  |
| Tesei Presidente        | Donatella Tesei ✔️ Presidente | 255 158              | 57,55 | 16 424                      | 3,93    | 1     |    |  |  |
| Umbria Civica           | Donatella Tesei ✔️ Presidente | 255 158              | 57,55 | 8 608                       | 2,06    | –     |    |  |  |
|                         | Vincenzo Bianconi             | 166 179              | 37,48 | Partito Democratico         | 93 296  | 22,33 | 5  |  |  |
| Movimento 5 Stelle      | Vincenzo Bianconi             | 166 179              | 37,48 | 30 953                      | 7,41    | 1     |    |  |  |
| Bianconi per l'Umbria   | Vincenzo Bianconi             | 166 179              | 37,48 | 16 833                      | 4,03    | 1     |    |  |  |
| Sinistra Civica e Verde | Vincenzo Bianconi             | 166 179              | 37,48 | 6 727                       | 1,61    | –     |    |  |  |
| Europa Verde            | Vincenzo Bianconi             | 166 179              | 37,48 | 5 975                       | 1,43    | –     |    |  |  |
| Seggio di coalizione    | Seggio di coalizione          | Seggio di coalizione | 37,48 | 1                           |         |       |    |  |  |
|                         | Claudio Ricci                 | 11 718               | 2,64  | Ricci Presidente            | 5 261   | 1,26  | –  |  |  |
| Italia Civica           | Claudio Ricci                 | 11 718               | 2,64  | 2 175                       | 0,52    | –     |    |  |  |
| Proposta Umbria         | Claudio Ricci                 | 11 718               | 2,64  | 1 475                       | 0,35    | –     |    |  |  |
|                         | Rossano Rubicondi             | 4 484                | 1,01  | Partito Comunista           | 4 108   | 0,98  | –  |  |  |
|                         | Emiliano Camuzzi              | 3 846                | 0,87  | Partito Comunista Italiano  | 2 098   | 0,50  | –  |  |  |
| Potere al Popolo!       | Emiliano Camuzzi              | 3 846                | 0,87  | 1 345                       | 0,32    | –     |    |  |  |
|                         | Martina Carletti              | 910                  | 0,21  | Riconquistare l'Italia      | 808     | 0,19  | –  |  |  |
|                         | Antonio Pappalardo            | 587                  | 0,13  | Gilet Arancioni             | 524     | 0,13  | –  |  |  |
|                         | Giuseppe Cirillo              | 461                  | 0,10  | Partito delle Buone Maniere | 420     | 0,10  | –  |  |  |
| Totale                  | Totale                        | 443 343              | 100   |                             | 417 877 | 100   | 20 |  |  |
|                         |                               |                      |       |                             |         |       |    |  |  |
| Voti non validi         | Voti non validi               | 11 841               | 2,60  |                             |         |       |    |  |  |
| Votanti                 | Votanti                       | 455 184              | 64,69 |                             |         |       |    |  |  |
| Elettori                | Elettori                      | 703 596              |       |                             |         |       |    |  |  |

1. ↑  Include Nuovo PSI
2. ↑  Include Articolo Uno, Sinistra Italiana

## Consiglieri eletti
| Lista                 | Eletto               |
| --------------------- | -------------------- |
| Centro-destra         | Donatella Tesei      |
| PD-M5S                | Vincenzo Bianconi    |
| Lega                  | Valerio Mancini      |
| Lega                  | Stefano Pastorelli   |
| Lega                  | Valeria Alessandrini |
| Lega                  | Francesca Peppucci   |
| Lega                  | Paola Fioroni        |
| Lega                  | Daniele Nicchi       |
| Lega                  | Daniele Carissimi    |
| Lega                  | Eugenio Rondini      |
| Partito Democratico   | Tommaso Bori         |
| Partito Democratico   | Simona Meloni        |
| Partito Democratico   | Fabio Paparelli      |
| Partito Democratico   | Donatella Porzi      |
| Partito Democratico   | Michele Bettarelli   |
| Fratelli d'Italia     | Marco Squarta        |
| Fratelli d'Italia     | Eleonora Pace        |
| Movimento 5 Stelle    | Thomas De Luca       |
| Forza Italia          | Roberto Morroni      |
| Bianconi per l'Umbria | Andrea Fora          |
| Tesei Presidente      | Paola Agabiti        |

## Galleria d'immagini

Distacco tra il primo e il secondo candidato